# Calosoma haydeni
Calosoma haydeni es una especie de escarabajo del género Calosoma, familia Carabidae. Fue descrita científicamente por G. Horn en 1870.
Esta especie se encuentra en los Estados Unidos y México.